# Gershom
Gershom (in alfabeto ebraico: גֵּרְשֹׁם) è un nome proprio di persona ebraico maschile.

## Varianti
- Maschili: גֵּרְשׁוֹן (Gershon)[1], Gersham[2]

### Varianti in altre lingue
- Catalano: Gerson[3], Guerxom
- Polacco: Gerszom
- Portoghese: Gerson, Gérson
- Spagnolo: Gerson[3]
- Tedesco: Gerschom

## Origine e diffusione
Riprende il nome di Gershom (nelle traduzioni italiane della Bibbia "Gherson" o "Ghersom"), uno dei figli di Mosè. La variante "Gershon" è portata dal maggiore dei tre figli di Levi.
L'etimologia è dubbia; il racconto biblico, ricollegandosi al fatto che il bambino nacque dopo la fuga di Mosè dall'Egitto, lo riconduce a גֵּר שָׁם (ger sham, "[sono] qui straniero"), interpretandolo come "straniero", "ospite di passaggio", "pellegrino" (Es18:2-3), tuttavia è noto che tra gli israeliti era consuetudine chiamare i bambini con nomi che assomigliavano a parole e concetti che i genitori volevano richiamare, anche se etimologicamente non correlati. Una spiegazione alternativa tradizionale, che non si discosta molto dal racconto biblico, è quella che gli dà il senso di "esilio" o "esiliato", avvicinandolo al verbo ebraico gerash, "esiliare", "separare"). Non è però da scartare l'ipotesi che il nome sia di origine non ebraica.

## Onomastico
Non vi sono santi con questo nome, che quindi è adespota; l'onomastico si può festeggiare il 1º novembre, giorno di Ognissanti.

## Persone
- Gershom ben Judah, rabbino tedesco
- Gershom Scholem, filosofo, teologo e semitista israeliano

### Variante Gershon
- Gershon Dekel, cestista e allenatore di pallacanestro israeliano
- Gershon Kingsley, compositore tedesco naturalizzato statunitense
- Gershon Koffie, calciatore ghanese
- Gershon Mendeloff, pugile inglese

### Variante Gerson
- Gerson (1992), calciatore brasiliano
- Gerson (1997), calciatore brasiliano
- Gerson ben Solomon Catalan, teologo e scrittore francese
- Gerson Acevedo, calciatore cileno
- Gerson Monteiro, cestista angolano
- Gerson Torres Barrantes, calciatore costaricano

### Variante Gérson
- Gérson, calciatore brasiliano
- Gérson Caçapa, calciatore e allenatore di calcio brasiliano
- Gérson da Silva, calciatore brasiliano
- Gérson Magrão, calciatore brasiliano